# Chronologie d'Édimbourg
 (novembre 2024).
La mise en forme du texte ne suit pas les recommandations de Wikipédia : il faut le « wikifier ».
Les points d'amélioration suivants sont les cas les plus fréquents. Le détail des points à revoir est peut-être précisé sur la page de discussion.
- Les titres sont pré-formatés par le logiciel. Ils ne sont ni en capitales, ni en gras.
- Le texte ne doit pas être écrit en capitales (les noms de famille non plus), ni en gras, ni en italique, ni en « petit »…
- Le gras n'est utilisé que pour surligner le titre de l'article dans l'introduction, une seule fois.
- L'italique est rarement utilisé : mots en langue étrangère, titres d'œuvres, noms de bateaux, etc.
- Les citations ne sont pas en italique mais en corps de texte normal. Elles sont entourées par des guillemets français : « et ».
- Les listes à puces sont à éviter, des paragraphes rédigés étant largement préférés. Les tableaux sont à réserver à la présentation de données structurées (résultats, etc.).
- Les appels de note de bas de page (petits chiffres en exposant, introduits par l'outil «  Source ») sont à placer entre la fin de phrase et le point final[comme ça].
- Les liens internes (vers d'autres articles de Wikipédia) sont à choisir avec parcimonie. Créez des liens vers des articles approfondissant le sujet. Les termes génériques sans rapport avec le sujet sont à éviter, ainsi que les répétitions de liens vers un même terme.
- Les liens externes sont à placer uniquement dans une section « Liens externes », à la fin de l'article. Ces liens sont à choisir avec parcimonie suivant les règles définies. Si un lien sert de source à l'article, son insertion dans le texte est à faire par les notes de bas de page.
- La présentation des références doit suivre les conventions bibliographiques. Il est recommandé d'utiliser les modèles {{Ouvrage}}, {{Chapitre}}, {{Article}}, {{Lien web}} et/ou {{Bibliographie}}. Le mode d'édition visuel peut mettre en forme automatiquement les références.
- Insérer une infobox (cadre d'informations à droite) n'est pas obligatoire pour parachever la mise en page.

Pour une aide détaillée, merci de consulter Aide:Wikification.
Si vous pensez que ces points ont été résolus, vous pouvez retirer ce bandeau et améliorer la mise en forme d'un autre article.
Pour un article plus général, voir Édimbourg.

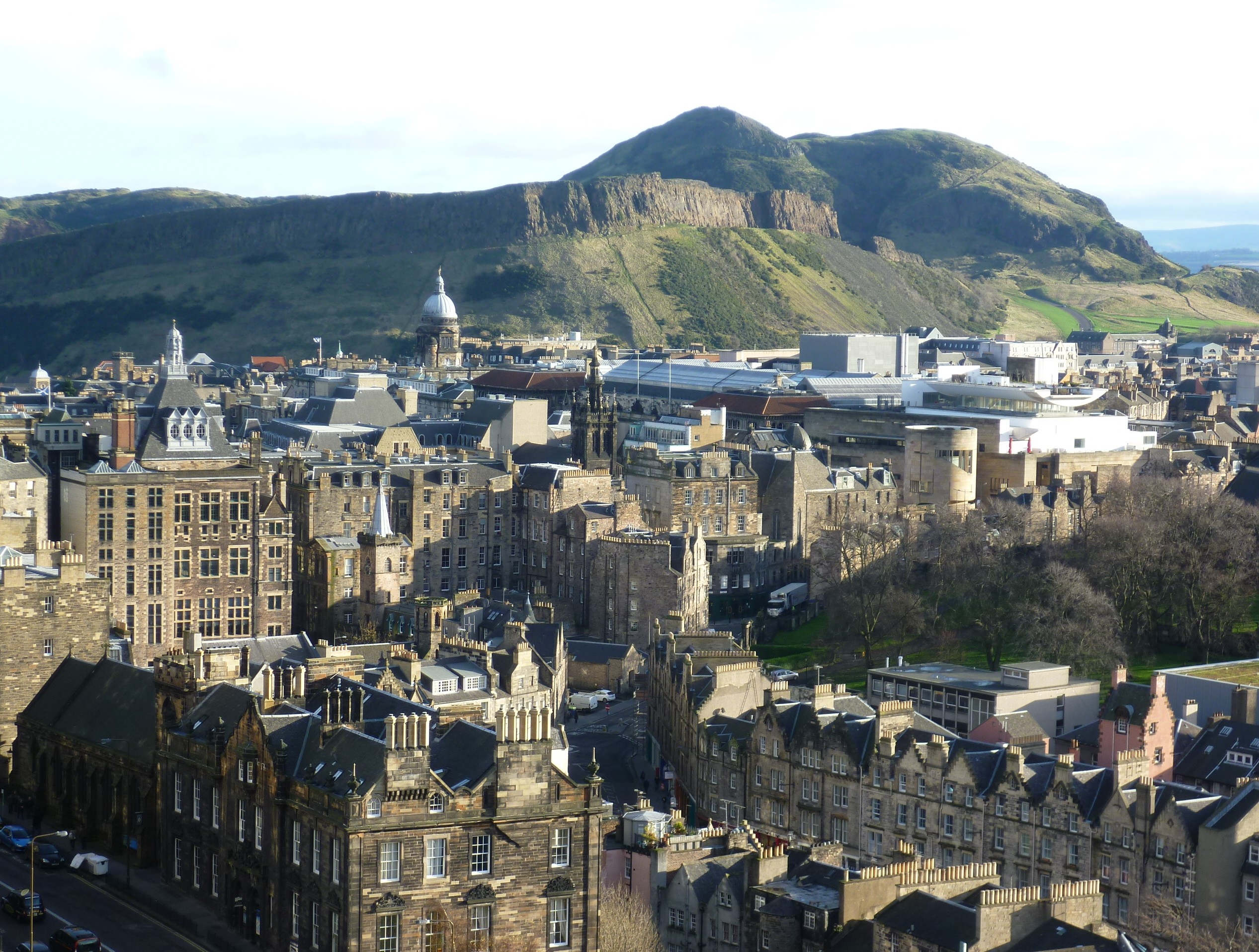
Vue d'Arthur's Seat depuis le château d'Édimbourg.

Cette chronologie d'Édimbourg liste les principaux événements historiques de la ville d'Édimbourg en Écosse, jusqu'à nos jours.
Elle montre l'évolution de cette ville, à l'origine une colline fortifiée, qui devient la capitale de l'Écosse d'aujourd'hui.

## 1-999
Fin du fibule romain et des poteries de cette époque ont été retrouvés.
638 : Les Angles s'emparent de Din Eydin, capitale du royaume de Gododdin.
854 : La première église Saint-Gilles est fondée à Edwinesburgh.
960 : Édimbourg tombe temporairement sous domination écossaise.

## 1000-1099
1020 : Malcolm II annexe définitivement Édimbourg à l'Écosse.
1074 : Refortification du château, la ville commence à prendre forme pendant le règne de Malcolm III.
1093 : Marguerite d'Écosse meurt au fort situé sur la colline d'Agned, la chapelle Sainte-Marguerite (St Margaret's chapel) est construite peu après et est le plus vieux bâtiment du château d'Édimbourg.

## 1100-1199
1114 : L'héritier du trône, Malcolm, est assassiné par un prêtre.
1124 ou 1127 : Premier document attestant de l'existence d'une église de la communauté du burgh d'Edin.
vers 1125 : David Ier d'Écosse fonde le burgh.
1128 : David Ier fonde l'abbaye de Holyrood.
1162 : Édimbourg est le chef-lieu du comté du Lothian.

## 1200-1299
1230 : Alexandre II fonde une grande confrérie Dominicaine; un hôpital est également ouvert.
1274 : Le Lothian est un archidiaconé de St Andrews.
1296 : Édimbourg est reprise par les Anglais et les fortifications sont renforcées.

## 1300-1399
1314 : Le château d'Édimbourg est capturé par Thomas Randolph, 1er comte de Moray.
1325 : Robert Bruce fait d'Édimbourg la capitale de l'Écosse.
1328 : Traité d'Édimbourg-Northampton garantissant l'indépendance écossaise.
1329 : la ville obtient le statut de Burgh royal, un port est établi à Leith.
1330 : un rempart entre High street et Cowgate est mentionné pour la première fois ; le château est démoli par David II.
1334 : l'Écosse perd le port de Berwick au profit des Anglais, l'importance d'Édimbourg augmente.
1341 : les Écossais reprennent le château aux Anglais.
1360 : Édimbourg possède presque 4 000 maisons, et est considérée comme la capitale de la nation ; le château est la résidence royale et est renforcé de pierres.
1363 : première référence à Grassmarket, comme rue sous le château.
1367 : David II démarre les travaux de fortifications majeures du château.
1371 : David II meurt au château.
1386 : Robert II accorde des terres pour la construction de la prison (tolbooth).
1387 : Cinq nouvelles chapelles sont ajoutées à la cathédrale Saint-Gilles à la suite des dommages causés par les Anglais en 1385. Saint-Gilles possède le statut de High Kirk.

## 1400-1499
1400 : Henri IV d'Angleterre essaie de prendre d'assaut le château parce que Robert III d'Écosse avait refusé de lui rendre hommage.
1437 : Édimbourg devient capitale d'Écosse.
Années 1440 : Édimbourg représente 47 % du commerce écossais de la laine.
1450 : Attestation d'un rempart autour de la ville.
1455-1458 : La confrérie franciscaine des Greyfriars est fondée.
1457 : Le canon Mons Meg est reçu au château.
1458 : Édimbourg possède une des trois courts suprêmes du pays.
1477 : Les 15 marchés de la ville sont arrangés le long de High street.
1479 : Un hôpital est créé à Leith Wynd.
1482 : Les comtes de Atholl et Buchan relâchent Jacques III.
1485 : Les bâtiments de pierre commencent à apparaitre.
1490 : La confrérie franciscaine ferme.

## 1500-1599
1500 : Édimbourg paie 60 % des revenus issus des douanes d'Écosse.
1503 : Jacques IV épouse Marguerite Tudor.
1505 : Le College Royal de Chirurgie est fondé.
1507 : Jacques IV accorde un brevet à la première presse à imprimer d'Écosse à Walter Chapman et Andrew Myllar.
1510 : Édimbourg achète Newhaven à la Couronne.
1513 : La défaite de la bataille de Flodden Field mène à la construction d'un nouveau rempart sud.
1520 : Archibald Douglas, Comte de Angus, prend possession de la ville ; Édimbourg devient le siège de la cour de justice.
1523 : La cité possède 14 corporations de métiers.
1528 : Jacques V entre dans la ville avec une armée afin de faire valoir son droit à diriger ; le palais de Holyrood est construit pour lui.
1530 : Il y a 288 brasseurs ; un pour quarante habitants.
1532 : L'abbaye de Holyrood est transformée en palais royal.
1535-1556 : Édimbourg contribue à hauteur de 40 % de la taxe sur les burghs.
1544 : Le comte de Hertford brûle la ville, le palais de Holyrood et l'abbaye brûlent.
1547 : les Anglais détruisent Édimbourg une nouvelle fois.
1558 : le mur de Flodden (rempart) est achevé ; la population atteint 12 000 habitants ; on recense 367 marchands et 400 artisans.
1559 : John Knox est nommée pasteur de Saint-Gilles.
1560 : les troupes anglaises et françaises doivent se retirer selon le traité d'Édimbourg.
1565 : Marie Stuart épouse Lord Darnley, Henri Stuart.
1566 : Marie est gardée captive dans le palais de Holyrood ; David Rizzio est poignardé.
1567 : Darnley est assassiné ; James Hepburn est disculpé du meurtre.
1569 : la ville est frappée d'une vague de peste.
1574 : la ville compte sept moulins.
Fin des années 1570 : Édimbourg compte 4 pasteurs.
Années 1580 : la ville compte 400 marchands.
1581 : James Douglas est exécuté pour complicité dans le meurtre de Lord Darnley.
1582 : l'université d'Édimbourg est fondée et reçoit une charte royale - c'est la quatrième université d'Écosse.
1583 : on estime à 500 le nombre de marchands et à 500 également le nombre d'artisans, dont 250 sont tailleurs.
1591 : 
- construction du Canongate Tolbooth ;
- Francis Hepburn, comte de Bothwell s'échappe de la prison du château.

1592 : 
- le Comte de Moray est assassiné par le catholique comte of Huntly ;
- premier recensement de la ville : on compte environ 8 000 adultes, répartis de façon égale entre le nord et le sud de High Street.

1593 : le comte de Bothwell prend le contrôle du palais de Holyrood.
1594 : le comte de Bothwell échoue dans sa tentative de prendre la ville.
1596 : le clergé demande des armes pour défendre le roi et l'Église contre les « papistes ».

## 1600-1699
1600 : douze routes partent d'Édimbourg.
1602 : début de la construction de l'église Greyfriars Kirk.
1603 : le siège de la poste écossaise (Scottish Post Office) s'installe à Édimbourg.
1610 : les premières fabriques s'installent à Dlary.
1610-1621 : publications des recherches de John Napier sur les logarithmes.
1615 : le comte d'Orkney est exécuté après s'être rebellé pour renverser Jacques VI.
1618 : on trouve dans la ville quelques bâtiments de sept étages ; la population est d'environ 25 000 personnes, dont 475 marchands.
1621 : Édimbourg et Leith paient 44 % des taxes sur les droits de douane (hors vin), et 66 % sur les droits de douane du vin.
1624 : peste.
1628-1693 : l'hôpital Heriot est construit.
1632 : début des travaux du Parliament House pour accueillir le parlement d'Écosse.
1633 : Édimbourg est désignée comme diocèse.
1636 : début de la construction de l'église de Tron Kirk ; la population est d'environ 30 000 habitants.
1640 : le parlement est achevé.
1641 : naissance de Sir Robert Sibbald, il deviendra plus tard géographe royal
.
1647 : Tron Kirk est achevée.
1649 : les Covenanters exécutent le royaliste marquis de Huntly.
1650 : James Graham, marquis of Montrose, est pendu ; le château se rend aux hommes d'Oliver Cromwell ; James Colquhoun construit les premiers fourgons d'incendies : un pour Édimbourg, un pour Glasgow.
Années 1650 : Une nouvelle église est construite à Canongate.
1652 : Un service de diligence pour Londres est instauré ; il faut une quinzaine de jours pour faire le voyage.
1661 : Thomas Sydserf imprime le premier journal écossais.
1663 : l'ancien Covenanter Archibald Johnston est exécuté.
1670 : création du Jardin botanique royal.
Années 1670 : L'abattage des animaux se fait désormais à Dalkeith et non plus à Grassmarket. L'eau arrive en ville par des canalisations depuis Comiston Springs.
1671 : naissance de John Law ; il créera la première banque nationale française.
1675 : Robert Sibbald fonde le Physic garden planted à Holyrood.
1677 : le premier café (coffeehouse) ouvre ses portes.
1678 : première liaison de diligence vers Glasgow.
1681 : Robert Sibbald fonde le Royal College of Physicians, dont le parrain est le duc d'York ; Publication des Institutions of the Laws of Scotland du Vicomte Stair.
1682 : Sir George Mackenzie fonde l'Advocates' Library, précurseur de la Bibliothèque nationale d'Écosse.
Années 1690 : les juges possèdent plus de richesses que tous les marchands et les artisans réunis ; plus de 20 % de la population travaille dans l'industrie.
1694 : On compte dans la ville 200 juristes (des avocats aux juges), 24 chirurgiens, et 33 médecins ;  Il y a environ 70 hommes pour 100 femmes. On compte également plus de 5 000 domestiques.

## 1700-1799
1700 : un incendie amène à construire de nouveaux immeubles en pierres ; la population est estimée à 60 000 habitants.
1707 : Acte d'Union, qui rattache l'Écosse au Royaume-Uni.
1711 : naissance de David Hume, philosophe.
1713 : péage à l'entrée des principales routes menant à Édimbourg.
1715 : les Jacobites manquent de prendre le château.
1718 : lancement du journal Edinburgh Evening Courant ; Soie de Damas tissé à Drumsheugh.
1726 : naissance de James Hutton.
1727 : création de la Royal Bank of Scotland.
1729 : ouverture de la première infirmerie.
1733 : naissance de Alexander Munro, découvreur du système nerveux et du système lymphatique.
1735 : le golf est pratiqué à Bruntsfield Links ; c'est aussi la date à laquelle est fondée la Royal Burgess Golfing Society, 1er club de golf au monde.
1736 : création de la Royal Infirmary ; des émeutes secouent la ville.
1737 : le Lord Provost (maire) est évincé à la suite des émeutes.
1738 : Édimbourg est considérée comme le centre médical le plus avancé au monde ; fondation du John Watson's College.
1739 : publication du Scots Magazine.
1740 : on dénombre quatre imprimeries ; naissance de James Boswell.
- 1744 : installation des premiers bâtiments sur Fountainbridge, avec plus de cinq métiers à tisser.
- 1745 : Charles Édouard Stuart entre dans la ville.

1749 : une liaison de diligence entre Édimbourg et Glasgow est ouverte.
1750 : ouverture d'une corderie.
1751 : une étude souligne l'état de délabrement dans la vieille ville.
1752 : des propositions sont faites pour la construction de nouveaux bâtiments publics et de ponts.
1753 : des liaisons de diligence pour Londres sont instaurées - Il faut deux semaines pour se rendre à Londres.
1757-1770: On trouve des ateliers de tissage à Canongate.
1758 : des liaisons de diligence pour Newcastle sont instaurées : il faut une semaine pour s'y rendre.
1760 : ouverture de la première école pour sourds.
1761 : création de la Bruntsfield Golfing Society.
1763 : construction de North Bridge, conçu par Robert Adam ; Une diligence tirée par quatre chevaux relie Glasgow trois fois par semaine.
1765 : la liaison pour Glasgow est effectuée quotidiennement.
1766 : le concours lancé afin de créer le quartier de New Town est remporté par James Craig.
1767 : début de la construction de la New Town.
1769 : ouverture du premier Théâtre Royal.
Années 1770 : il y a 27 imprimeries dans la ville.
1771 : naissance de Sir Walter Scott.
1772 : achèvement de la construction de North Bridge.
1773 ou 1777 : débuts du Penny-post.
1774 : achèvement de Dundas House dans la New Town.
1775 : publication d'un annuaire des maisons closes et des prostituées ; Population estimée à 57 000 habitants.
1777 : on dénombre 8 distilleries légales et 400 illégales dans la ville.
1781 : ouverture du Mound.
1783 : création de la Royal Society of Edinburgh, Académie des sciences.
1784 : réunions concernant la corruption du système électoral.
1785-1786 : construction d'un pont de pierre à Stockbridge.
1786-1788 : construction du South Bridge.
1787 : construction des Assembly Rooms sur George Street.
1788 : William Brodie est exécuté - il était le leader d'un gang de voleurs ; pose de la première pierre du Old College de l'université d'Édimbourg.
1791 : la population est estimée à 82 000 habitants (30 000 à Édimbourg même).
1792 : Charlotte Square est dessiné par Robert Adam.
1799 : la ville a accès à 3 millions de litres d'eau potable par jour.

## 1800-1899
1800 : la construction de Charlotte Square est achevée.
vers 1800 : fondation du National Museum of Antiquities.
1802 : publication du Edinburgh Review, proposant des critiques littéraires.
1802-1806 : construction du siège de la Bank of Scotland.
1803 : Dorothy Wordsworth réside à l'auberge "White Hart" à Grassmarket.
1814 : protestation contre l'esclavage des Indes occidentales ; Deux diligences relient chaque jour la ville à Stirling.
1816 : construction du Nelson Monument sur la colline de Calton Hill.
1816-1819 : construction du Regent Bridge.
1817 : 
- la ville est approvisionnée en gaz de houille; les feux de charbon perdent de leur popularité[17].
- la vieille prison de la Place Waterloo est démolie.
- Création du journal The Scotsman.

1818 :
- Début de la construction de l'Union Canal.
- Fondation de l'Observatoire de Calton Hill.

1819 : cinq liaisons quotidiennes entre Édimbourg et Glasgow.
1820 : protestation contre les traitements de George IV envers la reine Caroline.
1821 : recensement : la ville (avec Leith) compte 138 000 habitants.
1822 : visite du roi George IV à la ville, qui porte le kilt.
1823 : érection du Melville Monument.
1824 : grand incendie d'Édimbourg.
1825 : 
- huit diligences du Royal Mail quittent la ville chaque jour, ainsi que plus de cinquante autres diligences.
- création de la compagnie d'assurances Standard Life.

1826 : fondation de la Royal Scottish Academy.
1828 : William Burke est jugé pour les meurtres dits de Burke et Hare.
1829 : William Burke est pendu.
1831 : 
- Recensement : population de 162 000 habitants.
- ouverture de la ligne de chemin de fer Édimbourg-Dalkeith.

1832 : épidémie de choléra. Ouverture du Dean Bridge.
1833 : la ville est en faillite, en partie à cause du développement des docks à Leith.
1835 : achèvement de la construction de New Town (Regent Terrace...), la vieille ville est un taudis.
1836 : ouverture de la Royal Institution, dessiné par William Playfair.
1838 : ouverture du grand magasin Jenners.
1841-1851 : fondation de l'hôpital Donaldson pour les sourds.
1842 : ouverture au public de la ligne ferroviaire Édimbourg-Glasgow.
1843 : le cimetière de Warriston est ouvert.
1844 : édification du Monument aux Martyrs Politiques.
1844-1846 : construction du Scott Monument.
1846 : création de la North British Railway.
1847 : naissance d'Alexander Graham Bell ; la moitié de la population de la ville assiste aux funérailles de Thomas Chalmers.
1850 : pose de la première pierre du National Gallery of Scotland.
1851 : recensement : population d'Édimbourg (et de Leith) de 191 000 habitants.
1856 : les bourgs de Canongate et de Calton sont intégrés à Édimbourg.
1859 : ouverture de la Scottish National Gallery.
1860 : la Bank of Scotland possède 43 succursales.
1861 : le musée de l'industrie (Industrial museum) est construit à côté de l'université (désormais Royal Museum of Scotland).
1864-1870 : agrandissement du siège de la Bank of Scotland.
1865 : rapport sur la dégradation des systèmes sanitaires de la ville.
1867 : la société écossaise pour le suffrage des femmes (Scottish Women’s Suffrage Society) se réunit pour la première fois.
1869 : 
- Fondation de la brasserie Caledonian Brewery.
- Sophia Jex-Blake devient la première femme à étudier la médecine.

1870 : ouverture du Fettes College.
1870-1879 : agrandissement de l'hôpital royal (Royal Infirmary).
1872 : début de la construction de l'école d'art (School of Arts).
1874 : création du club de football d'Heart of Midlothian.
1875 :  
- le Royal Theatre est détruit par le feu.
- Création du club de football d'Hibernian.

1882 : la ville est immobilisée par l'hiver.
1883 : 
- Théâtre royal Lyceum inauguré[19].
- ouverture du chaire de celtique à l'université[20].

1884 : La colline Blackford Hill est acquise par la ville pour servir de parc public.
1885 : Watt Institution et l'école d'art (School of Arts) fusionnent pour devenir Heriot-Watt College.
1889 : tremblement de terre ; Charles Parnell accorde à la ville le droit de liberté (freedom of the city).
1890 : une bibliothèque centrale gratuite ouvre ses portes.
1891 : 
- ouverture de la Scottish National Portrait Gallery.
- Recensement : 269 000 habitants.

1895 : construction du Royal Observatory.
1896 : le bourg balnéaire de Portobello est incorporé à Édimbourg.

## 1900-1999
1901 : l'université nomme son premier professeur d'histoire écossaise ; La Royal High School compte 350 élèves.
1902 : la nouvelle gare de Waverley Station est achevée, d'une surface de 70 000 mètres carrés.
1904 : construction des Lothian Chambers.
1905-1906 : construction du King’s Théâtre dans le quartier de Tollcross 
1907 : début de la construction de l'école d'art (Edinburgh College of Art).
1910 : premiers trams électriques. La Bank of Scotland compte 169 succursales.
1913 : inauguration du Zoo d'Édimbourg.
1914 : ouverture d'Usher Hall.
1916 : la Bank of Scotland embauche sa première employée féminine.
1916-1918 : des chars d'assaut sont fabriqués par les frères Brown.
1920 : rattachement du port de Leith à Édimbourg, ainsi que de plusieurs villages (Costorphine, Cramond, Gilmerton...)
1925 : 
- la Bibliothèque nationale d'Écosse est formée à partir de l'ancienne Advocates’ Library[23].
- Inauguration du Stade de Murrayfield.

1928 : le Flying Scotsman offre une liaison rapide pour Londres ; La ville se dote de ses premiers feux de circulation à Broughton Street.
1932 : le George Watson’s College déménage à Morningside.
1932-1935 : Édimbourg héberge le siège de BBC Scotland.
1935-1939 : construction de St Andrew's House, pour abriter le Gouvernement Ecossais.
1936 : 17 % des habitations de la ville sont surpeuplées.
1939 : la Bank of Scotland compte 266 succursales.
1946-1947 : les trams électriques transportent 16 millions de passagers par mois.
1947 : création du Festival international d'Édimbourg.
1948 : première édition du Royal Military Tatoo.
1949 : création du périphérique.
1950 : le Tramway commence à ne plus être utilisé.
1952 : la Bank of Scotland possède désormais l'Union Bank of Scotland, possédant ainsi 453 succursales.
1953 : première visite d'Élisabeth II après son couronnement.
1956 : fermeture totale des lignes de tramway.
1959 : la population de Old Town décline, elle est de 2 000 habitants.
1966 : Heriot-Watt obtient le statut d'université.
1970 : organisation des Jeux du Commonwealth par la ville.
1974 : David Murray, plus tard président des Glasgow Rangers, fonde Murray International Metals.
1975 : réorganisation du gouvernement local : Balerno, Currie, Ratho, Newbridge, Kirkliston et South Queensferry sont inclus dans les limites de la ville
Années 1980 : la rénovation d'habitations dans la vieille ville amène à une augmentation de la population dans ce quartier.
1985 : la population atteint 440 000 habitants ; L'université d'Édimbourg crée une chaire de Parapsychologie.
1990 : le château d'Édimbourg arrive en tête, et le Palais de Holyrood huitième du classement des attractions les plus visitées d'Écosse.
1995 : 
- Le centre historique d'Édimbourg (Old Town et New Town) est classé sur la liste du Patrimoine Mondial de l'UNESCO.
- Ouverture du Centre International de Conférences d'Édimbourg.

1996 :   
- la Pierre de la destinée est ramenée de Westminster Abbey au château d'Édimbourg[28].
- La brebis Dolly, premier mammifère cloné, au Roslin Institute.
- Création du Conseil municipal d'Édimbourg[29].

1998 : création du musée de l'Écosse.
1999 : le Parlement écossais est inauguré par la Reine.

## 2000-...
2004 : ouverture des nouveaux bâtiments du Parlement écossais.
2005 : manifestations dans le cadre du sommet du G8 se tenant à Gleneagles.
2012 : Accord d'Édimbourg entre le gouvernement écossais et le gouvernement britannique sur la tenue d'un référendum sur l'indépendance de l'Ecosse.
2014 : inauguration de la première ligne du nouveau tramway.
2023 : extension de la ligne du tramway jusqu'à Newhaven en passant par Leith.
2027 : Édimbourg, ville de départ du Tour de France cycliste. 